# Pellenes laevigatus
Pellenes laevigatus là một loài nhện trong họ Salticidae.
Loài này thuộc chi Pellenes. Pellenes laevigatus được Eugène Simon miêu tả năm 1868.